# Danilo Barbosa
Danilo Barbosa da Silva (ur. 28 lutego 1996 w Simões Filho) – brazylijski piłkarz występujący na pozycji defensywnego lub środkowego pomocnika w klubie Botafogo FR. Wychowanek CR Vasco da Gama, w swojej karierze grał także w Valencii. Były młodzieżowy reprezentant Brazylii.

## Statystyki kariery
(aktualne na dzień 29 lipca 2016)
| Klub               | Sezon              | Liga               | Liga  | Liga   | Puchary kraju | Puchary kraju | Puchary kontynentalne | Puchary kontynentalne | Inne  | Inne   | Suma  | Suma   |
| Klub               | Sezon              | Liga               | Mecze | Bramki | Mecze         | Bramki        | Mecze                 | Bramki                | Mecze | Bramki | Mecze | Bramki |
| ------------------ | ------------------ | ------------------ | ----- | ------ | ------------- | ------------- | --------------------- | --------------------- | ----- | ------ | ----- | ------ |
| CR Vasco da Gama   | 2014               | Série B            | 3     | 0      | 3             | 0             | –                     | –                     | 3     | 0      | 9     | 0      |
| SC Braga           | 2014/15            | Primeira Liga      | 23    | 2      | 5             | 0             | –                     | –                     | –     | –      | 28    | 2      |
| Valencia CF (wyp.) | 2015/16            | Primera División   | 19    | 0      | 6             | 0             | 8                     | 0                     | –     | –      | 33    | 0      |
| SL Benfica (wyp.)  | 2016/17            | Primeira Liga      | 0     | 0      | 0             | 0             | 0                     | 0                     | –     | –      | 0     | 0      |
| Ogólnie w karierze | Ogólnie w karierze | Ogólnie w karierze | 45    | 2      | 14            | 0             | 8                     | 0                     | 4     | 0      | 71    | 2      |